# Thamnotettix clypeatus
Thamnotettix clypeatus är en insektsart som beskrevs av Henry Fairfield Osborn 1924. Thamnotettix clypeatus ingår i släktet Thamnotettix och familjen dvärgstritar. Inga underarter finns listade i Catalogue of Life.